# اتاق دادگاه

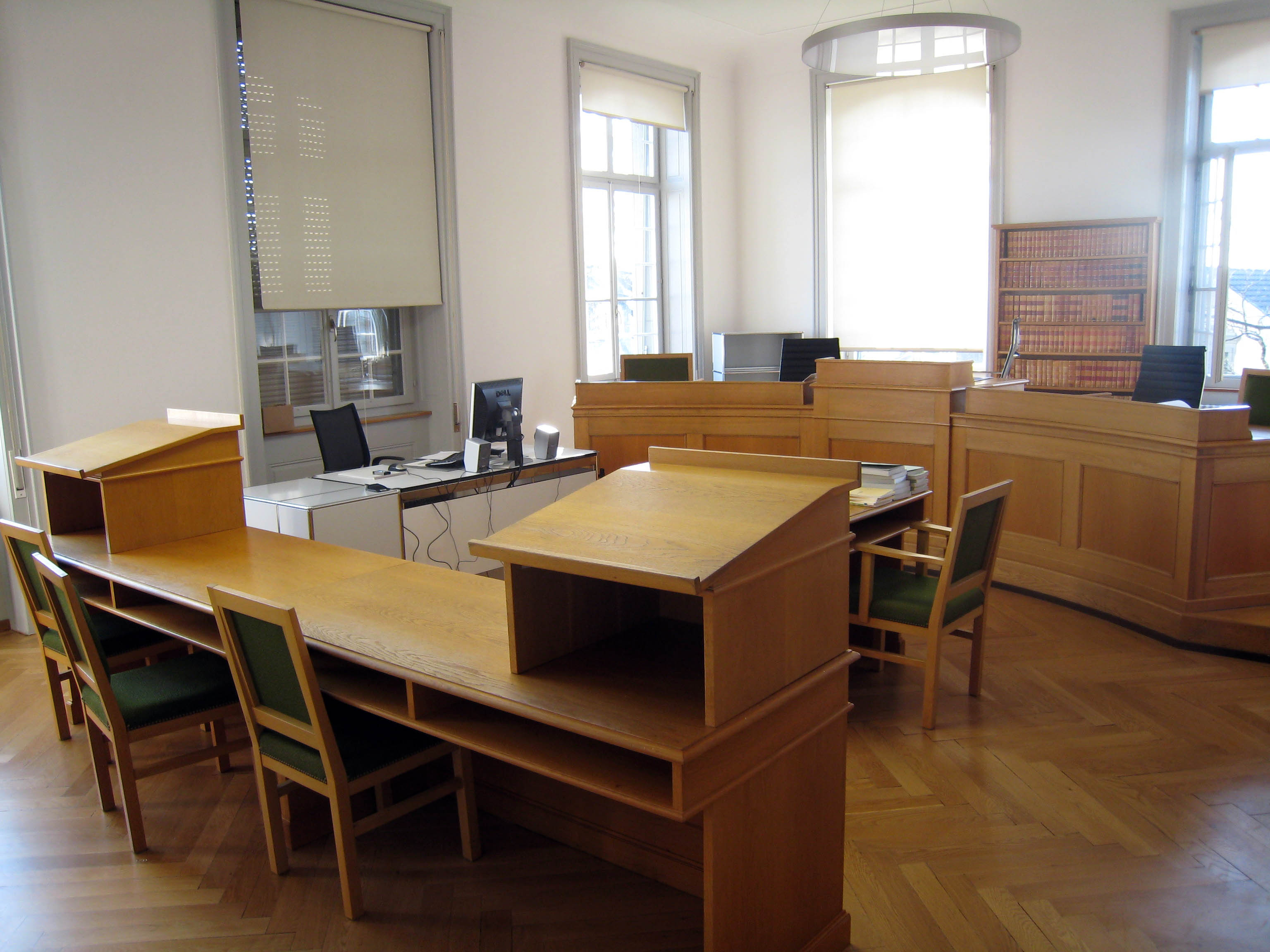
یک دادگاه کوچک در برن، سوئیس

اتاق دادگاه یک یک اتاق با فضای محصور است که معمولاً گردانندهٔ آن قاضی می‌باشد.
برنامه رسمی دادگاه دفتر ثبت دعاوی حقوقی نام دارد.
دادگاه انواع مختلفی نظیر حقوقی، جنایی، نظامی، خانواده دارد که در هر کدام از این‌ها شرایط اتاق دادگاه به لحاظ علنی یا غیر علنی بودن، شکل ظاهری متفاوت بوده و همچنین قضات تخصص‌یافته‌ای برای هر یک در نظر گرفته می‌شود.

## شهادت در دادگاه
شهادت یا همان چیزی که قانون از آن به عنوان «گواهی» یاد کرده‌است، یکی از مهمترین ادله شرعی و قانونی اثبات برای اثبات دعاوی اعم از حقوقی و کیفری است؛ شهادتی که با لحاظ مقررات قانونی ادا شده و خدشه‌ای به آن وارد نشود، ارزش بسیار بالایی در دادگاه دارد.
«شهادت»، از زمرهٔ دلائل اثبات دعوا بوده و «شاهد، گواه و مطلع»، حسب مورد در قوانین موضوعه، مورد استفاده قانونگذار قرار گرفته و شهادت ممکن است مبتنی بر مشاهدات مستقیم فرد یا شهادت بر شهادت (شاهد) باشد یا ممکن است بر اساس اطلاعات غیر مشهود وی و گواهی گواه باشد. در بسیاری از موارد، کشف جرم و اثبات آن بدون شهادت شاهد امکان‌پذیر نیست.
هزینه ایاب و ذهاب شاهد و مطلع بر عهده کسی است که متقاضی احضار آنها بوده‌است. محلی که شاهد در آنجا می‌ایستد یا می‌نشیند و شهادت می‌دهد جایگاه شهود نام دارد. در صورت وجود شرایط شهادت، شاهد و مطلع پیش از اظهار اطلاعات خود به این شرح سوگند یاد می‌کند: «به خداوند متعال سوگند یاد می‌کنم که جز به راستی چیزی نگویم و تمام واقعیت را بیان کنم».
اگر شاهد یا مطلع برای عدم حضور خود عذر موجهی نداشته باشد، جلب می‌شود، اما اگر عذر موجهی داشته باشد و بازپرس آن عذر را بپذیرد، مجدداً، احضار می‌شود و اگر برای بار دوم حاضر نشود، جلب خواهد شد.
بدین ترتیب، در دعاوی کیفری، شاهد را می‌توان ملزم به حضور در دادسرا کرد، اما نمی‌توان وی را ملزم به ادای شهادت کرد.
پس از حضور شهود و مطلعان، بازپرس ابتدا اسامی حاضران را در صورت مجلس قید می‌کند و سپس از آنان به ترتیبی که از جهت تقدم و تأخر صلاح بداند، تحقیق می‌نماید».
در دادگاه، بازپرس مکلف است پیش از شروع تحقیق، حرمت و مجازات شهادت دروغ و کتمان شهادت را به شاهد تفهیم کند. لزوم درج نام، نام خانوادگی، نام پدر، سن، شغل، میزان تحصیلات، مذهب، محل اقامت، پیام‌نگار (ایمیل)، شماره تلفن ثابت و همراه، ثبت سابقه محکومیت کیفری و درجه قرابت سببی یا نسبی، پرسش نسبت به رابطه خادم و مخدومی شاهد یا مطلع یا طرفین پرونده، از دیگر تکالیف بازپرس در مرحله تحقیقات مقدماتی است. اظهارات شاهد یا مطلع فاقد شرایط شهادت، بدون یاد کردن سوگند، مورد استماع قرار خواهد گرفت و بازپرس مکلف به ثبت مراتب استنکاف شاهد یا مطلع از امضاء و اثر انگشت یا ادای شهادت در صورت مجلس است.